# Aloina
Aloina là một chi rêu trong họ Pottiaceae.